# Академия футбола Гюмри
Академия футбола Гюмри (арм. Գյումրիի ֆուտբոլի ակադեմիա) — современная футбольная школа, открытая в 2014 году во втором по величине городе Армении, Гюмри.

## Описание

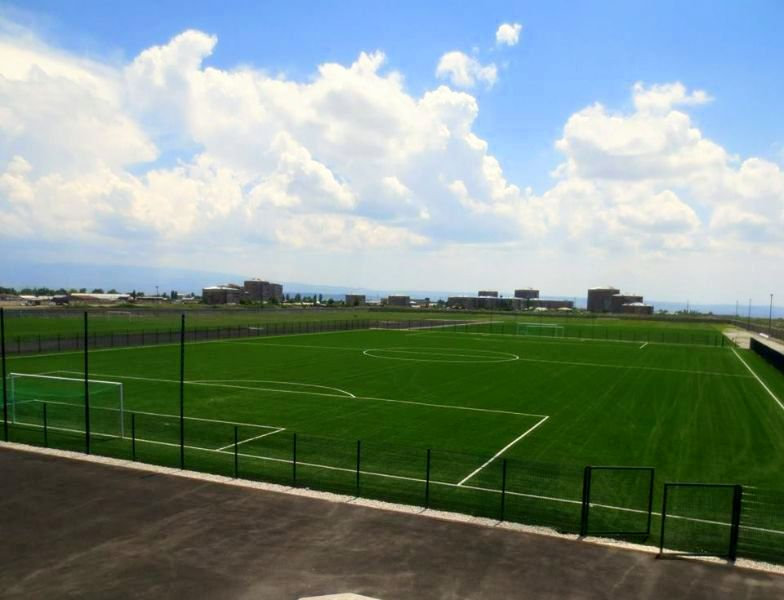
Академия футбола Гюмри в 2014 году

В рамках «Программы стратегического развития армянского футбола» в конце 2011 года Федерацией футбола Армении при инвестиционной поддержке правительства Республики Армения, ФИФА и УЕФА на территории в 8 га было начато строительство академии в Гюмри.
13 сентября 2014 года президентом ФФА Рубеном Айрапетяном и мэром Гюмри Самвелом Баласаняном Академия футбола была торжественно открыта. На праздничном мероприятии присутствовал также Президент Республики Армения Серж Саргсян, который осмотрел комплекс и понаблюдал за тренировкой около 300 детей.
Академия футбола Гюмри представляет собой комплекс трёхэтажных корпусов общей площадью 1200 м², в которых имеется необходимая инфраструктура, обслуживающая современный футбол: тренерские комнаты, раздевалки, душевые, учебная комната, аудитории, медкабинет, а также два искусственных газона и шесть игровых полей с естественным травяным покрытием, соответствующие стандартам, принятым ФИФА и УЕФА для профессионального футбола. Здесь могут тренироваться до тысячи юношей и девушек.